# Pablo (Montana)
Pablo é uma Região censo-designada localizada no estado americano de Montana, no Condado de Lake.
Pablo fica ao lado de Dunham.

## Demografia
Segundo o censo americano de 2000, a sua população era de 1.814 habitantes.

## Geografia
De acordo com o United States Census Bureau tem uma área de
12,6 km², dos quais 12,6 km² cobertos por terra e 0,0 km² cobertos por água.

## Localidades na vizinhança
O diagrama seguinte representa as localidades num raio de 16 km ao redor de Pablo.